# LSY
LSY는 축산업 용어로, Litters per Sow per Year의 줄임말이다. 모돈(어미돼지)이 1년에 몇 번의 출산을 수행했는가를 뜻하는 생산성 지표 수치이다. 개나 고양이 그리고 돼지 등의 동물은 한 번 출산에 10마리 내외의 새끼를 낳는 일복다산성 동물이며, 이 때에 한 번 출산으로 나오는 새끼그룹을 묶어 칭함이 litter라는 영어 단어의 뜻 중 하나이다.
LSY의 결과수치는 근본적으로 모돈회전율이라는 수치와 같으나, 용어의 본뜻은 모돈당 년간 출산수 이기에 의미 흐름이 다소 다르며, 과거 소수의 축산관련 서적에서 오역으로 "1회 출산시 새끼 마릿수 (=복당산자수)"와 혼용되기도 하였기에 단어 사용상 주의를 필요로 한다.
20세기 서구식 표준 양돈산업의 기준인 L-Y-D 종자의 돼지는 임신기간이 115일 정도이며, 출산후 수유기간을 3~5주, 이유후 회복기간을 1~3주 정도 둔 후 재발정을 통해 다음번 수정 임신이 될 수 있으므로 1회 출산의 권장 주기는 대략 160일 전후이다.
만약 한 모돈이 만 3년(1095일)의 기간 동안 7회의 출산을 수행했다면 그 기간의 평균 출산주기는 156.4일이 되며, 평균 LSY는 2.33이 된다. LSY 수치는 개체별 측정도 가능하고, 양돈장 전체 평균 수치 산출도 가능하며 그 수치의 의미는 "얼마큼 모돈을 효율적으로 생산관리했는가"의 의미가 된다.
암컷돼지가 교배에 성공하여 임신기간을 거쳐 출산 후 새끼돼지에게 수유를 하는 기간을 모두 합쳐 "생산일수"라고 하며, 이유 후 휴식을 통해 재발정기를 거쳐 다시 교배하여 임신에 성공하기 직전까지의 기간을 모두 합쳐 "비생산일수"라고 한다. 양돈장이 전체적으로 비생산일수가 늘어나도록 관리하게 되면 농장 전체의 LSY가 저하되는데, 그 대표적인 예로는 1) 이유 후 재발정 복귀기간의 장기화 2) 재발정 후 교배 혹은 수정 착상의 실패로 그 다음 번 재발정을 기다리게 되는 상황 등이 있다.
LSY 수치가 저하되면 이에 따라 PSY 혹은 MSY 등의 다른 생산성 수치도 함께 저하된다. 모돈의 평균 복당산자수를 LSY로 곱하면 연간 새끼돼지 생산량(PSY)이 산출된다. 그중에 비육에 성공하여 출하(판매)된 숫자가 MSY가 된다.